# Thwaitesia
Thwaitesia es un género de arañas de la familia Theridiidae, orden Araneae. Fue descrito por el británico Octavius Pickard-Cambridge en 1881.

## Especies
- Thwaitesia affinis O. Pickard-Cambridge, 1882
- Thwaitesia algerica Simon, 1895
- Thwaitesia argentata Thorell, 1890
- Thwaitesia argenteoguttata (Tullgren, 1910)
- Thwaitesia argenteosquamata (Lenz, 1891)
- Thwaitesia argentiopunctata (Rainbow, 1916)
- Thwaitesia aureosignata (Lenz, 1891)
- Thwaitesia bracteata (Exline, 1950)
- Thwaitesia dangensis Patel & Patel, 1972
- Thwaitesia glabicauda Zhu, 1998
- Thwaitesia inaurata (Vinson, 1863)
- Thwaitesia margaritifera O. Pickard-Cambridge, 1881
- Thwaitesia meruensis (Tullgren, 1910)
- Thwaitesia nigrimaculata Song, Zhang & Zhu, 2006
- Thwaitesia nigronodosa (Rainbow, 1912)
- Thwaitesia phoenicolegna Thorell, 1895
- Thwaitesia pulcherrima Butler, 1883
- Thwaitesia rhomboidalis Simon, 1903
- Thwaitesia scintillans Kulczyński, 1911
- Thwaitesia simoni (Keyserling, 1884)
- Thwaitesia spinicauda Thorell, 1895
- Thwaitesia splendida Keyserling, 1884
- Thwaitesia turbinata Simon, 1903